# Picoides borealis
Picoides borealis là một loài chim trong họ Picidae.